# Maya Joint
Maya Joint (* 16. April 2006 in Grosse Pointe, Michigan, Vereinigte Staaten) ist eine australische Tennisspielerin.

## Leben

### Persönliches
Maya Joint wuchs in den Vereinigten Staaten auf, 2023 zog sie nach Australien, dem Heimatland ihres Vaters Michael, einem ehemaligen professionellen Squashspieler. Ihre Mutter Katja ist aus Deutschland. Sie lebt in Brisbane.

### Karriere
Joint spielt seit 2021 Turniere der ITF Women’s World Tennis Tour. Ihren ersten Triumph auf dieser Tour feierte sie am 2. Dezember 2023, als sie und ihre Partnerin Roisin Gilheany das Duo Melisa Ercan/Alicia Smith mit 7:63 und 6:1 im Finale des Gold Coast Tennis International 2023 besiegten. Zum Jahresbeginn 2024 spielte sie mit dem Canberra International erstmals ein WTA-Turnier. Beim ITF W75-Turnier in Burnie im Februar 2024 konnte sie ihr erstes internationales Turnier im Einzel gewinnen.
Für das Tennisteam der University of Texas at Austin wollte sie ab Herbst 2024 College Tennis spielen. Diesen Plan verwarf sie jedoch, weil die Profispielerin werden wollte.
Im Mai 2025 holte sie ihre ersten WTA-Titel auf der WTA Tour. In Rabat triumphiert sie im Einzel und Doppel.

## Turniersiege

### Einzel
| Nr. | Datum            | Turnier       | Kategorie | Belag     | Finalgegnerin      | Ergebnis        |
| --- | ---------------- | ------------- | --------- | --------- | ------------------ | --------------- |
| 1.  | 11. Februar 2024 | Burnie        | ITF W75   | Hartplatz | Aoi Ito            | 1:6, 6:1, 7:5   |
| 2.  | 17. März 2024    | Santo Domingo | ITF W35   | Hartplatz | Gao Xinyu          | 6:4, 2:6, 6:1   |
| 3.  | 24. Mai 2025     | Rabat         | WTA 250   | Sand      | Jaqueline Cristian | 6:3, 6:2        |
| 4.  | 28. Juni 2025    | Eastbourne    | WTA 250   | Rasen     | Alexandra Eala     | 6:4, 1:6, 7:610 |

### Doppel
| Nr. | Datum            | Turnier    | Kategorie      | Belag     | Partnerin            | Finalgegnerinnen                      | Ergebnis  |
| --- | ---------------- | ---------- | -------------- | --------- | -------------------- | ------------------------------------- | --------- |
| 1.  | 2. Dezember 2023 | Gold Coast | ITF W60        | Hartplatz | Roisin Gilheany      | Melisa Ercan Alicia Smith             | 7:63, 6:1 |
| 2.  | 15. Februar 2025 | Cancún     | WTA Challenger | Hartplatz | Taylah Preston       | Aliona Bolsova Yvonne Cavalle-Reimers | 6:4, 6:3  |
| 3.  | 23. Mai 2025     | Rabat      | WTA 250        | Sand      | Oksana Kalaschnikowa | Angelica Moratelli Camilla Rosatello  | 6:3, 7:5  |

## Karrierestatistik und Turnierbilanz

### Dameneinzel
Die letzte Aktualisierung erfolgte nach dem WTA-Turnier in Eastbourne 2025.
| Turnier                      | 2024      | 2025      | T / T      | S/N        | Sieg%      |
| ---------------------------- | --------- | --------- | ---------- | ---------- | ---------- |
| Australian Open              | Q3        | 1         | 0 / 1      | 0:1        | 0 %        |
| French Open                  | –         | 1         | 0 / 1      | 0:1        | 0 %        |
| Wimbledon                    | Q2        | 1         | 0 / 1      | 0:1        | 0 %        |
| US Open                      | 2         |           | 0 / 1      | 1:1        | 50 %       |
| Indian Wells                 | –         | 1         | 0 / 1      | 0:1        | 0 %        |
| Miami                        | –         | Q2        | 0 / 0      | 0:0        | –          |
| Madrid                       | –         | 2         | 0 / 1      | 1:1        | 50 %       |
| Rom                          | –         | 1         | 0 / 1      | 0:1        | 0 %        |
| Billie Jean King Cup         | –         | q         | 0 / 1      | 1:1        | 50 %       |
| Statistik                    | Statistik | Statistik | S/N        | S/N        | Sieg%      |
| Turnierteilnahmen            | 30        | 18        | Gesamt: 48 | Gesamt: 48 | Gesamt: 48 |
| Erreichte Finals             | 4         | 2         | Gesamt: 6  | Gesamt: 6  | Gesamt: 6  |
| Gewonnene Titel              | 2         | 2         | Gesamt: 4  | Gesamt: 4  | Gesamt: 4  |
| Hartplatz-Siege/-Niederlagen | 37:18     | 20:10     | 57:28      | 57:28      | 67 %       |
| Sand-Siege/-Niederlagen      | 21:8      | 13:5      | 34:13      | 34:13      | 72 %       |
| Rasen-Siege/-Niederlagen     | 4:2       | 5:1       | 9:3        | 9:3        | 75 %       |
| Gesamt-Siege/-Niederlagen    | 62:28     | 38:16     | 100:44     | 100:44     | 69 %       |
| Sieg%                        | 69 %      | 70 %      | Gesamt:    | Gesamt:    | 69 %       |
| Jahresendposition            | 119       |           | N/A        | N/A        | N/A        |

Zeichenerklärung: S = Turniersieg; F, HF, VF, AF = Einzug ins Finale / Halbfinale / Viertelfinale / Achtelfinale; 1, 2, 3 = Ausscheiden in der 1. / 2. / 3. Hauptrunde; KF (kleines Finale) = unterlegen im Spiel um Platz drei; RR = Round Robin (Gruppenphase); n. a. = nicht ausgetragen; a. K. = andere Kategorie; PO (Play-off) = Auf- und Abstiegsrunde im Billie Jean King Cup; K1, K2, K3 = Teilnahme in der Kontinentalgruppe I, II, III im Billie Jean King Cup.
Anmerkung: Diese Statistik berücksichtigt alle Ergebnisse im Einzel bei ITF- und WTA-Turnieren. Als Quelle dient die ITF- und WTA-Seite der Spielerin. Dargestellt sind nur WTA-Turniere der Kategorie 1000 (seit 2021).

### Juniorinneneinzel
| Turnier         | 2023 | 2024 | Karriere |
| --------------- | ---- | ---- | -------- |
| Australian Open | —    | AF   | AF       |
| French Open     | —    | —    | —        |
| Wimbledon       | —    | —    | —        |
| US Open         | 1    | —    | 1        |

Zeichenerklärung: S = Turniersieg; F, HF, VF, AF = Einzug ins Finale / Halbfinale / Viertelfinale / Achtelfinale; 1, 2, 3 = Ausscheiden in der 1. / 2. / 3. Hauptrunde; nicht ausgetragen

### Juniorinnendoppel
| Turnier         | 2023 | 2024 | Karriere |
| --------------- | ---- | ---- | -------- |
| Australian Open | —    | VF   | VF       |
| French Open     | 1    | —    | 1        |
| Wimbledon       | —    | —    | —        |
| US Open         | AF   | —    | AF       |